# Distretto di Guishan
Il distretto di Guishan (龜山區S, Guīshān QūP) è un distretto della città di Taoyuan, situata a Taiwan.